# Rumänische Fußballnationalmannschaft/Weltmeisterschaften
Der Artikel beinhaltet eine ausführliche Darstellung der rumänischen Fußballnationalmannschaft bei Weltmeisterschaften. Rumänien nahm bisher siebenmal an der Endrunde zur Weltmeisterschaft teil. In der ewigen Rangliste belegt Rumänien den 28. Platz. Die besten Ergebnisse wurden in den 1990er Jahren erreicht. Im 21. Jahrhundert konnte sich Rumänien nicht mehr qualifizieren.

## Überblick
| Jahr | Gastgeberland  | Teilnahme bis …    | Letzte(r) Gegner                     | Ergebnis | Trainer             | Bemerkungen, Besonderheiten und Ergebnisse |
| ---- | -------------- | ------------------ | ------------------------------------ | -------- | ------------------- | --- |
| 1930 | Uruguay        | Vorrunde           | Peru, Uruguay                        | 8.       | Costel Rădulescu    | Die Anreise wurde vom König finanziert, sie reisten zusammen mit den Belgiern und Franzosen auf der Conte Verde an. Peru wurde mit 3:1 (0:1) besiegt. Nach der Niederlage gegen Uruguay mit 0:4 (0:4) schied man als Gruppenzweiter aus. |
| 1934 | Italien        | Achtelfinale       | Tschechoslowakei                     | 12.      | Josef Uridil        | Die im K.-o.-System ausgetragene WM startete im Achtelfinale, wo man dem späteren Vize-Weltmeister mit 1:2 (1:0) unterlag. |
| 1938 | Frankreich     | Achtelfinale       | Kuba                                 | 9.       | Alexandru Săvulescu | Wie vier Jahre zuvor wurde die WM im K.o-System ausgetragen, das Achtelfinale entsprach erneut der ersten Runde. Nach dem 3:3 n. V. (2:2, 1:1) in der ersten Begegnung, folgte eine Niederlage mit 1:2 (1:0) im Wiederholungsspiel.      |
| 1950 | Brasilien      | nicht teilgenommen |                                      |          |                     | |
| 1954 | Schweiz        | nicht qualifiziert |                                      |          |                     | In der Qualifikation an der Tschechoslowakei gescheitert |
| 1958 | Schweden       | nicht qualifiziert |                                      |          |                     | In der Qualifikation an Jugoslawien gescheitert |
| 1962 | Chile          | zurückgezogen      |                                      |          |                     | Zu den Qualifikationsspielen gegen Italien nicht angetreten. |
| 1966 | England        | nicht qualifiziert |                                      |          |                     | In der Qualifikation an Portugal gescheitert |
| 1970 | Mexiko         | Vorrunde           | England, Tschechoslowakei, Brasilien | 10.      | Angelo Niculescu    | Die Spiele gegen den amtierenden und den werdenden Weltmeister wurden nur mit einem Tor Unterschied verloren, gegen die Tschechoslowakei 2:1 gewonnen.                                                                                   |
| 1974 | Deutschland    | nicht qualifiziert |                                      |          |                     | In der Qualifikation an der DDR gescheitert |
| 1978 | Argentinien    | nicht qualifiziert |                                      |          |                     | In der Qualifikation an Spanien gescheitert |
| 1982 | Spanien        | nicht qualifiziert |                                      |          |                     | In der Qualifikation an Ungarn und England gescheitert |
| 1986 | Mexiko         | nicht qualifiziert |                                      |          |                     | In der Qualifikation an England und Nordirland gescheitert |
| 1990 | Italien        | Achtelfinale       | Irland                               | 12.      | Emerich Jenei       | 0:0 n. V., 4:5 im Elfmeterschießen |
| 1994 | USA            | Viertelfinale      | Schweden                             | 6.       | Anghel Iordănescu   | 2:2 n. V. (1:1, 0:0), 4:5 im Elfmeterschießen |
| 1998 | Frankreich     | Achtelfinale       | Kroatien                             | 11.      | Anghel Iordănescu   | 0:1-Niederlage durch einen Elfmeter |
| 2002 | Südkorea/Japan | nicht qualifiziert |                                      |          |                     | In der Qualifikation in den Play-offs an Slowenien gescheitert |
| 2006 | Deutschland    | nicht qualifiziert |                                      |          |                     | In der Qualifikation an den Niederlanden und Tschechien gescheitert |
| 2010 | Südafrika      | nicht qualifiziert |                                      |          |                     | In der Qualifikation an Serbien und Frankreich gescheitert |
| 2014 | Brasilien      | nicht qualifiziert |                                      |          |                     | In der Qualifikation in den Play-offs an Griechenland gescheitert |
| 2018 | Russland       | nicht qualifiziert |                                      |          |                     | In der Qualifikation an Polen und Dänemark gescheitert |
| 2022 | Katar          | nicht qualifiziert |                                      |          |                     | In der Qualifikation an Deutschland und Nordmazedonien gescheitert |

Statistik (Angaben inkl. 2022: 22 Weltmeisterschaften; Prozentangaben sind gerundet)

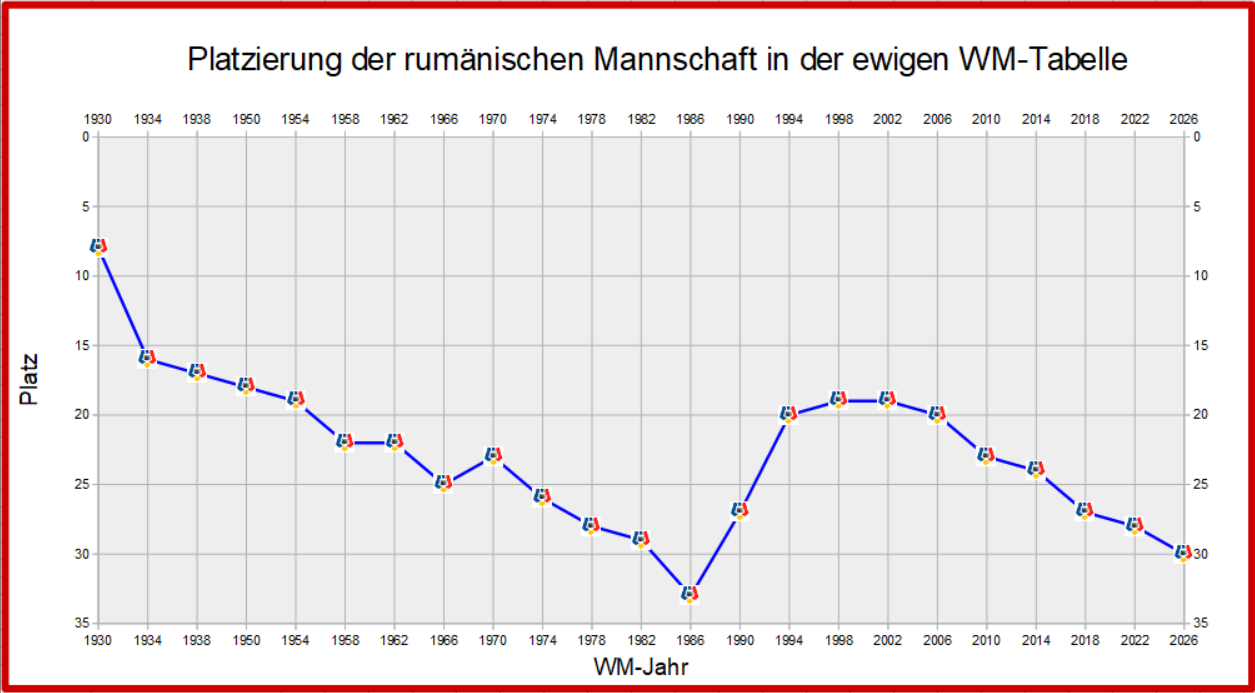
Platzierung der rumänischen Mannschaft in der ewigen WM-Tabelle

- Nicht teilgenommen/zurückgezogen: 2× (9 %; 1950 und 1962)
- Nicht qualifiziert: 13× (59 %; 1954, 1958, 1966, 1974, 1978, 1982, 1986, 2002, 2006, 2010, 2014, 2018 und 2022)
- Sportliche Qualifikation: 5× (23 % bzw. bei 28 % der Versuche)
- Ohne Qualifikation teilgenommen: 2× (9 %; 1930 und 1938)
  - Vorrunde: 2× (9 %; 1930 und 1970)
  - Achtelfinale bzw. Erste Runde: 4× (18 %; 1934, 1938, 1990 und 1998)
  - Viertelfinale: 1× (4,5 %; 1994)

## WM-Turniere

### 1930 in Uruguay

Szene aus dem Spiel gegen Peru: Torhüter Ion Lăpușneanu fängt den Ball vor Stürmer Julio Lores

Rumänien nahm als eine von nur vier europäischen Mannschaften zusammen mit Frankreich und Belgien die dreiwöchige Schiffsreise auf der Conte Verde auf sich, um an der ersten Weltmeisterschaft teilzunehmen. Die Anreise wurde vom König finanziert, der auch den Kader persönlich zusammenstellte und die Spieler von ihren Arbeitgebern freistellen ließ. Am 14. Juli 1930 bestritten die Rumänen ihr erstes WM-Spiel und gingen bereits in der ersten Minute durch ein Tor von Adalbert Deșu gegen Peru in Führung. Dabei blieb es zunächst, bis Peru in der 63. Minute ausgleichen konnte. In der 70. Minute wurde der peruanische Kapitän Plácido Galindo als erster Spieler bei einer WM vom Platz gestellt und die Rumänen nutzten die Überzahl um zwei weitere Tore zu schießen, so dass sie am Ende mit 3:1 gewannen. Das Spiel sahen nur 300 Zuschauer und damit die wenigsten aller WM-Spiele. Gegen Gastgeber Uruguay verlor Rumänien dann mit 0:4 vor 70.022 Zuschauern und schied als Gruppenzweiter aus.

### 1934 in Italien
Für die erste WM in Europa mussten sich die Rumänen durch zwei Spiele gegen Jugoslawien und die Schweiz qualifizieren, wobei jede Mannschaft ein Heim- und ein Auswärtsspiel hatte. Am 29. Oktober 1933 bestritten die Rumänen in Bern ihr erstes WM-Qualifikationsspiel und erreichten ein 2:2 gegen die Schweiz. Da sie beim Spiel einen nicht spielberechtigten Akteur eingesetzt hatten, wurde das Spiel nachträglich am Grünen Tisch mit 2:0 Toren und 2:0 Punkten für die Schweiz gewertet. Gegen Jugoslawien wurde am 29. April 1934 in Bukarest mit 2:1 gewonnen und da die Jugoslawen gegen die Schweiz nur 2:2 gespielt hatten, waren die Rumänen trotz der Niederlage am Grünen Tisch Gruppenzweiter und qualifizierten sich zusammen mit den Schweizern für die WM-Endrunde.
In Italien trafen sie im ersten Spiel auf den späteren Vizeweltmeister Tschechoslowakei und verloren nach 1:0-Führung noch mit 1:2. Damit war die WM für die Rumänen bereits nach einem Spiel beendet.

### 1938 in Frankreich
Für die erste WM in Frankreich sollte sich Rumänien gegen Ägypten qualifizieren. Da Ägypten zurückzog, waren die Rumänen kampflos qualifiziert.
In Frankreich trafen sie im Achtelfinale auf WM-Neuling Kuba und erreichten zunächst nur ein 3:3 nach Verlängerung. Damit war ein Wiederholungsspiel notwendig, das die Rumänen überraschend mit 1:2 verloren und sich damit für 38 Jahre von der WM-Bühne verabschiedeten. Für Kuba war dann im Viertelfinale mit 0:8 gegen Schweden Endstation und bis dato konnten sich die Kubaner nicht mehr für die WM qualifizieren und nie mehr gegen eine europäische Mannschaft gewinnen.

### 1950 in Brasilien
Rumänien hatte zwar noch während des Zweiten Weltkriegs bis Juni 1943 Länderspiele ausgetragen, bereits im September 1945 wieder mit dem Länderspielbetrieb begonnen und bis 1949 zahlreiche Spiele bestritten, an der zweiten WM in Südamerika nahmen die Rumänen aber nicht teil.

### 1954 in der Schweiz
Für die WM in der Schweiz musste sich Rumänien gegen die Tschechoslowakei und Bulgarien qualifizieren. Die Rumänen gewannen die Spiele gegen die Bulgaren, verloren aber beide gegen die Tschechoslowaken und waren damit als Gruppenzweiter nicht qualifiziert.

### 1958 in Schweden
Zur WM in Schweden musste sich Rumänien gegen Jugoslawien und Griechenland qualifizieren. Gegen Griechenland wurden beide Spiele gewonnen, gegen die Jugoslawen reichte es im Heimspiel nur zu einem Remis, das Auswärtsspiel wurde dagegen verloren. Damit waren die Rumänen als Gruppenzweiter wieder nicht qualifiziert.

### 1962 in Chile
Zur Qualifikation für die dritte WM in Südamerika sollte die rumänische Mannschaft gegen Italien antreten, zog aber zurück. Italien musste dann gegen den Sieger der Nahost-Qualifikation antreten und konnte sich durch zwei Siege gegen Israel für die WM qualifizieren.

### 1966 in England
Vier Jahre später mussten die Rumänen erstmals in einer Vierergruppe zur Qualifikation antreten. Portugal erwies sich dabei als zu stark und auch die Tschechoslowakei lag am Ende noch vor Rumänien. Nur die Türkei war noch etwas schwächer. Entscheidend war, dass die Rumänen zwar alle Heimspiele gewannen, aber alle Auswärtsspiele verloren, während Portugal die Auswärtsspiele bei den beiden anderen Gegnern gewann und auch die Tschechoslowakei in der Türkei.

### 1970 in Mexiko
Für die erste WM in Mittelamerika konnte sich Rumänien dann erstmals nach 32 Jahren wieder qualifizieren. Mit drei Siegen, sowie zwei Unentschieden und einer Niederlage wurde in einer Gruppe mit Griechenland, der Schweiz und dem WM-Dritten Portugal, der nur Letzter wurde, der erste Platz belegt.
In Mexiko wurden sie in eine Todesgruppe mit Titelverteidiger England, der Tschechoslowakei und WM-Favorit Brasilien gelost. Im ersten Spiel gegen den Titelverteidiger verloren sie durch ein Tor des dreifachen Finaltorschützen von 1966, Geoff Hurst mit 0:1. Gegen die Tschechoslowakei gelang nach 0:1-Rückstand ein 2:1-Sieg. Da England gegen Brasilien mit 0:1 verloren hatte, hatten Rumänen und Engländer vor dem letzten Spieltag 2:2 Punkte und 2:2 Tore. Mit einem Sieg gegen Brasilien hätten die Rumänen noch das Viertelfinale erreichen können. Sie verloren aber mit 2:3, wogegen England mit 1:0 gegen die Tschechoslowakei gewann. Damit waren die Rumänen als Gruppendritter ausgeschieden, während die Engländer in der Neuauflage des WM-Finales von 1966 auf Deutschland trafen und mit 2:3 nach Verlängerung verloren. Für die Rumänen war es für 20 Jahre das letzte WM-Spiel.

### 1974 in der Bundesrepublik Deutschland
Denn für die WM in Deutschland konnten sich die Rumänen dann wieder nicht qualifizieren. In einer Gruppe mit der DDR, Finnland und Albanien belegten sie nur den zweiten Platz. Die DDR konnte sich damit zum einzigen Mal für die Endrunde qualifizieren, wo sie auf den Gastgeber traf.

### 1978 in Argentinien
Auch für die vierte WM in Südamerika konnte sich Rumänien nicht qualifizieren. Diesmal war Spanien stärker, das außer den beiden Heimspielen auch in Jugoslawien gewann, während die Rumänen je einmal gegen beide Gegner gewannen und verloren, wodurch sie als Gruppenzweiter die Endrunde verpassten.

### 1982 in Spanien
Für die WM in Spanien qualifizierte sich Rumänien ebenfalls nicht. Erstmals mussten sie in einer Fünfergruppe spielen. Gegner waren Ungarn, England, die Schweiz und Norwegen. Rumänien gewann nur zwei Spiele, spielte viermal remis und verlor zwei Spiele. Sie mussten zwar die wenigsten Gegentore (5) hinnehmen, schossen aber auch nur fünf Tore. Ungarn und England qualifizierten sich beide für die Endrunde, konnten dort aber keine großen Erfolge feiern.

### 1986 in Mexiko
Vier Jahre später waren die Engländer in der Qualifikation zur zweiten WM in Mexiko wieder stärker, zudem diesmal Nordirland. Rumänien konnte nur Finnland und die Türkei auf die Plätze verweisen. Entscheidend war ein torloses Remis zwischen den Nordiren und den bereits qualifizierten Engländern am letzten Spieltag, wodurch die Nordiren einen Punkt mehr hatten als die Rumänen. Allerdings hatten die Nordiren auch beide Spiele gegen die Rumänen gewonnen und damit den Rumänen die einzigen Niederlagen in der Qualifikation beigebracht.

### 1990 in Italien
Für die zweite WM in Italien konnte sich die Rumänen dann nach 20 Jahren endlich wieder qualifizieren. Sie setzten sich dabei gegen Dänemark, Griechenland und Bulgarien durch und hatten am Ende einen Punkt mehr als die Dänen.
In Italien trafen sie im ersten Spiel auf die Sowjetunion und gewannen mit 2:0. Im zweiten Spiel gegen Kamerun, das im Eröffnungsspiel überraschend Titelverteidiger Argentinien mit 1:0 besiegt hatte, verloren sie mit 1:2. Gegen den Titelverteidiger erkämpften sie dann ein 1:1 und waren damit als Gruppenzweiter für das Achtelfinale qualifiziert. Aber auch die Argentinier erreichten als einer der vier besten Gruppendritten die K.o.-Runde.
In dieser trafen die Rumänen auf Irland, das zum ersten Mal dabei war. Beiden Mannschaften gelang in 120 Minuten kein Tor, so dass das Elfmeterschießen entscheiden musste. Nachdem vier Iren und drei Rumänen verwandelt hatten, scheiterte der vierte Rumäne Daniel Timofte am irischen Torhüter. Da auch der fünfte Ire erfolgreich war, musste der letzte rumänische Schütze nicht mehr antreten. Irland scheiterte dann in der nächsten Runde an Gastgeber Italien, das im Halbfinale im Elfmeterschießen an Argentinien scheiterte.

### 1994 in den Vereinigten Staaten
In der Qualifikation für die WM in den USA trafen die Rumänen auf die Tschechoslowakei, die letztmals teilnahm, aber unter der Bezeichnung Auswahl der Tschechen und Slowaken (Representation of Czechs and Slovaks, RCS). Weitere Gegner waren Belgien, das am Ende bei gleicher Punktzahl mit der schlechteren Tordifferenz hinter den Rumänen landete, sowie die Färöer, die erstmals an der Qualifikation teilnahmen, Wales und Zypern. Damit gelang erstmals die zweite Qualifikation in Folge.
In den USA traten die Rumänen erstmals mit einer Mannschaft an, in der Spieler, die im Ausland spielten, den Kern bildeten. Im ersten Spiel trafen die Rumänen auf Kolumbien und gewannen, geführt von Gheorghe Hagi, mit 3:1. Anschließend verloren sie nicht nur ihr erstes Spiel in einer Halle, dem Pontiac Silverdome mit 1:4 gegen die Schweiz, sondern auch Ion Vlădoiu durch eine Rote Karte. Vlădoiu war erst zwei Minuten zuvor eingewechselt worden. Im letzten Gruppenspiel gegen den Gastgeber USA gewannen sie dann mit einem neuen Torhüter – Stammtorhüter Bogdan Stelea wurde durch Florin Prunea ersetzt – mit 1:0 und erreichten erstmals als Gruppensieger das Achtelfinale. Hier trafen sie auf Vizeweltmeister Argentinien, der nur als Gruppendritter diese Runde erreicht hatte, auf Diego Maradona nach einem positiven Dopingtest verzichten musste und vier Tage weniger Pause hatte. Mit 3:2 setzten sich die Rumänen durch und erreichten erstmals das Viertelfinale. Hier war wieder im Elfmeterschießen Schluss, denn gegen Schweden stand es zunächst nach 90 Minuten 1:1 und nach 120 Minuten 2:2. Zwar verschoss der erste schwedische Schütze, aber die vier anderen waren erfolgreich und der schwedische Torhüter konnte die Elfmeter von Dan Petrescu und Miodrag Belodedici halten. Damit standen die Schweden erstmals nach 36 Jahren wieder im Halbfinale, wo sie gegen den späteren Weltmeister Brasilien verloren. Rumänien hatte aber die bis heute beste Leistung bei einer WM vollbracht und weitere Spieler wechselten ins Ausland.

### 1998 in Frankreich
Die Qualifikation für die zweite WM in Frankreich war dann bis dato die letzte erfolgreiche für die Rumänen. In einer Gruppe mit Irland, Litauen, Mazedonien, Island und Liechtenstein setzten sie sich mit 10 Punkten Vorsprung vor den Iren durch. Die Iren verpassten dann in den Relegationsspielen der Gruppenzweiten gegen Belgien die WM-Teilnahme. Die Rumänen hatten dabei neun Spiele gewonnen, nur beim 1:1 in Irland einen Punkt abgegeben, 37 Tore erzielt und nur vier Gegentore kassiert.
Entsprechend selbstbewusst fuhren sie auch nach Frankreich, zumal sie zusammen mit Italien, Spanien, der Niederlande, Deutschland sowie Argentinien in Topf 1 gesetzt waren, die nicht gegen Gastgeber Frankreich und Titelverteidiger Brasilien gelost werden konnten. Das erste Gruppenspiel gegen Kolumbien gewannen sie mit 1:0. Gegen Ex-Weltmeister England legten sie ein 2:1 nach, das allerdings erst in der 90. Minute gelang. Damit waren sie bereits für das Achtelfinale qualifiziert, so dass ein 1:1 im letzten Gruppenspiel gegen Tunesien reichte, um Gruppensieger zu werden. Im Achtelfinale trafen sie auf WM-Neuling Kroatien und verloren durch einen vom späteren Torschützenkönig Davor Šuker in der Nachspielzeit der ersten Halbzeit verwandelten Foulelfmeter mit 0:1. Die Kroaten gewannen anschließend im Viertelfinale gegen Europameister Deutschland und scheiterten im Halbfinale an Gastgeber Frankreich. Für Rumänien war es für mindestens 20 Jahre das letzte WM-Spiel.

### 2002 in Japan und Südkorea
Für die erste WM in Asien musste Rumänien in der Qualifikation gegen Italien, Georgien, Ungarn sowie Litauen antreten. Mit vier Punkten Rückstand hinter Italien erreichten die Rumänen als Gruppenzweiter zwar die Playoffspiele der Gruppenzweiten, wo sie auf Slowenien trafen, konnten aber nach einem 1:2 in Slowenien im Rückspiel nur ein 1:1 erreichen. Damit war Slowenien zum ersten Mal qualifiziert und Rumänien musste wieder einmal zusehen.

### 2006 in Deutschland
Für die zweite WM in Deutschland konnten sich die Rumänen dann auch wieder nicht qualifizieren. Die Niederländer und Tschechen qualifizierten sich als Gruppensieger und -zweite, die Rumänen konnten nur Finnland, Mazedonien, Armenien und Andorra auf die Plätze verweisen. Mitentscheidend war ein 1:1 in Armenien und dass auch in den gewonnenen Spielen zu wenige Tore erzielt wurde: dreimal wurde mit 2:1 und einmal mit 1:0 gewonnen, so dass es am Ende nur 20 Tore waren. Dagegen hatten die Tschechen, die am Ende zwei Punkte mehr als die Rumänen hatten, insgesamt 35 Tore erzielt und wären damit auch bei gleicher Punktzahl bei einem Sieg der Rumänen in Armenien, noch Gruppenzweiter geworden.

### Weltmeisterschaft 2010
Vier Jahre später verlief die Qualifikation zur ersten WM in Afrika noch schlechter. Hinter Serbien, Frankreich, Österreich und Litauen wurde nur der fünfte Platz vor den Färöer belegt. Den Rumänen gelangen nur drei Siege, zweimal gegen die Färinger und einmal gegen die Litauer und nur die Färöer kassierten zwei Tore mehr.

### 2014 in Brasilien
Vier Jahre später verlief die Qualifikation besser. Nur die Niederländer lagen am Ende vor Rumänien. Ungarn, die Türkei, Estland und Andorra konnten auf die Plätze verwiesen werden. Mit neun Punkten war der Rückstand auf die Niederländer aber deutlich. In den Playoffspielen der Gruppenzweiten trafen die Rumänen auf Griechenland und verloren das Hinspiel in Piräus mit 1:3. Das 1:1 im Rückspiel reichte dann nicht, um die Endrunde zu erreichen.

### 2018 in Russland
In der Qualifikation, die im September 2016 begann treffen die Rumänen auf Dänemark, Polen, Montenegro, Armenien und Kasachstan. Nach acht Spielen mit nur zwei Siegen, drei Remis und drei Niederlagen hatten die Rumänen schon vor den letzten beiden Spielen keine Chance mehr sich zu qualifizieren. Daraufhin einigte sich Nationaltrainer Christoph Daum, der die Mannschaft nach dem Vorrundenaus bei der EM 2016 übernommen hatte, mit dem Verband auf eine Vertragsauflösung. Sein Nachfolger wurde der frühere Nationalspieler Cosmin Contra. Unter ihm wurden noch vier Punkte in den beiden letzten Spielen geholt, die aber nicht zu einer Verbesserung in der Tabelle reichten.

### WM 2022 in Katar
In der Qualifikation traf die rumänische Mannschaft auf Deutschland, Island, Nordmazedonien, Armenien und Liechtenstein. Gegen Deutschland gab es zuvor 13 Spiele, wovon zwei gewonnen wurden, drei Remis endeten und acht verloren wurden. Zuvor gab es erst zwei Pflichtspiele gegen die Deutschen – bei den EM-Endrunden 1984 und 2000 in der Gruppenphase – wovon eins verloren wurde und eins remis endete, aber bei beiden Turnieren schied Deutschland nach der Gruppenphase aus. Gegen Island gab es zuvor erst drei Spiele mit zwei Siegen und einer Niederlage – letztere im Play-off-Halbfinale der Qualifikation für die EM 2021. Gegen Armenien gab es zuvor vier Siege und ein Remis in vier Qualifikationsspielen und einem kleineren Turnier. Gegen Liechtenstein wurde zuvor viermal gewonnen – immer in Qualifikationen. Auch gegen Nordmazedonien bzw. Mazedonien gab es zuvor vier Siege in Qualifikationsspielen, aber zuletzt 2010 eine Niederlage in einem Freundschaftsspiel. Die Rumänen starteten mit einem 3:2-Sieg gegen Nordmazedonien und verloren dann mit 0:1 gegen Deutschland. Nach einer 2:3-Niederlage in Armenien gewannen sie mit 2:0 in Island und mit dem gleichen Ergebnis gegen Liechtenstein. Nach einem torlosen Remis in Nordmazedonien verloren sie nach 1:0-Halbzeitführung mit 1:2 in Deutschland. Trotz eines 1:0-Sieges gegen Armenien am drittletzten Spieltag war der Gruppensieg nicht mehr möglich, da die deutsche Mannschaft parallel mit 4:0 in Nordmazedonien gewann. In den letzten beiden Spielen ging es dann nur noch um Platz 2. Durch ein torloses Remis gegen Island am vorletzten Spieltag waren sie dann aber darauf angewiesen, dass Nordmazedonien am letzten Spieltag nicht gegen Island gewann und mussten gleichzeitig in Liechtenstein gewinnen. Letzteres gelang zwar, da aber Nordmazedonien mit 3:1 gegen Island gewann, blieb den Rumänen nur Platz 3. Da sie in der UEFA Nations League 2020/21 auch nur den dritten Platz in ihrer Gruppe belegt hatten, können sie sich auch nicht darüber für die Play-offs qualifizieren.

### 2026 in Kanada, Mexiko und USA
In der Qualifikation treffen die Rumänen ab März 2025 auf Österreich, Bosnien und Herzegowina, Zypern und San Marino.

## Spieler

### Rangliste der rumänischen WM-Spieler mit den meisten Einsätzen
01. Gheorghe Popescu 13 bei 3 Turnieren
02. Gheorghe Hagi 12 bei 3 Turnieren
03. Dan Petrescu und Dorinel Munteanu je 9 bei 2 Turnieren
05. Ilie Dumitrescu und Ioan Lupescu je 8 bei 2 Turnieren
07. Florin Răducioiu 7 bei 2 Turnieren

### Rangliste der rumänischen WM-Spieler mit den meisten Toren
01. Florin Răducioiu – 4 Tore
02. Ștefan Dobay und Gheorghe Hagi – je 3 Tore

### WM-Kapitäne
- 1930: Emerich Vogl[6]
- 1934: Emerich Vogl
- 1938: Nicolae Kovacs (1. Spiel gegen Kuba), Ștefan Dobay[7]
- 1970: Mircea Lucescu
- 1990: Silviu Lung
- 1994, 1998: Gheorghe Hagi

Anmerkung: Emerich Vogl ist der erste Spieler, der bei zwei WM-Turnieren Kapitän war.

### Bei Weltmeisterschaften gesperrte Spieler
- 1990: Im letzten Gruppenspiel gegen Argentinien erhielt Marius Lăcătuș die zweite Gelbe Karte und war für das Achtelfinale gesperrt. In diesem erhielt Gheorghe Hagi ebenfalls die zweite Gelbe Karte. Da die Rumänen ausschieden hatte, diese keinen weiteren Effekt.
- 1994: Im Gruppenspiel gegen die Schweiz erhielt Ion Vlădoiu die Rote Karte, war für das nächste Spiel gesperrt und wurde auch danach nicht mehr eingesetzt. Florin Răducioiu erhielt im letzten Gruppenspiel die zweite Gelbe Karte und war für das Achtelfinale gesperrt. Gheorghe Popescu und Tibor Selymes erhielten im Viertelfinale ebenfalls die zweite Gelbe Karte. Da die Rumänen ausschieden, hatten diese keinen weiteren Effekt.
- 1998: Iulian Filipescu erhielt im zweiten Gruppenspiel gegen England die zweite Gelbe Karte und war für das letzte Gruppenspiel gesperrt. Dan Petrescu und Gheorghe Popescu erhielten im Achtelfinale ebenfalls die zweite Gelbe Karte, die aber keinen Effekt hatten, da Rumänien ausschied.

### Anteil der im Ausland spielenden Spieler im WM-Kader
Bei den ersten vier Teilnahmen wurden noch keine Legionäre eingesetzt. Mit der zunehmenden Reputation rumänischer Spieler in den 1990er Jahren wurden diese auch von ausländischen Vereinen verpflichtet und bildeten dann zunehmend den Stamm der Nationalmannschaft.
| Jahr (Spiele) | Anzahl (Länder) | Spieler (Einsätze) |
| ------------- | --- | --- |
| 1930 bis 1938 | 0 | |
| 1970 (3)      | 0 | |
| 1990 (4)      | 1 (in Belgien) | Rodion Cămătaru (0) |
| 1994 (5)      | 9 (3 in Belgien, 1 in Deutschland, 3 in Italien, 1 in den Niederlanden, 1 in Spanien)                                                   | Dorinel Munteanu (5), Tibor Selymes (4), Bogdan Stelea (2); Ioan Lupescu (5); Gheorghe Hagi (5), Dan Petrescu (5), Florin Răducioiu (4); Gheorghe Popescu (5); Miodrag Belodedici (5) |
| 1998 (4)      | 16 (1 in Belgien, 1 in Deutschland, 2 in England, 1 in Griechenland, 1 in Mexiko, 1 in den Niederlanden, 5 in Spanien, 4 in der Türkei) | Tibor Selymes (0); Dorinel Munteanu (4); Viorel Moldovan (4), Dan Petrescu (4); Anton Doboș (1); Ilie Dumitrescu (1); Ovidiu Stîngă (2); Constantin Gâlcă (4), Adrian Ilie (4), Gheorghe Craioveanu (1), Gabriel Popescu (0), Bogdan Stelea (4); Gheorghe Hagi (4), Iulian Filipescu (3), Gheorghe Popescu (4), Dumitru Stângaciu (0) |

## Spiele
Die Rumänen bestritten bisher 21 WM-Spiele. Davon wurden je acht gewonnen und verloren, fünf endeten remis. Zweimal mussten Remis-Spiele verlängert werden, da ein Sieger ermittelt werden musste, beide wurden im Elfmeterschießen verloren.
Die Rumänen nahmen nie am Eröffnungsspiel teil, mussten aber zweimal gegen den Gastgeber antreten: 1930 und 1994 jeweils in der Gruppenphase.
Die Rumänen verloren zweimal (1930 und 1970) gegen den späteren Weltmeister.
1970 und 1990 (jeweils in der Vorrunde) spielten die Rumänen gegen den Titelverteidiger.
Die Rumänen trafen viermal auf WM-Neulinge und konnten dabei nie gewinnen: 1934/Tschechoslowakei, 1938/Kuba, 1990/Irland, 1998/Kroatien.
Die Rumänen spielten je zweimal gegen Argentinien, England, Kolumbien, Kuba und die Tschechoslowakei. Alle anderen Spiele waren einmalig. Sieben Spiele waren das erste gegen den jeweiligen Gegner. Am häufigsten, je dreimal spielte Rumänien in Guadalajara und Los Angeles.
| Alle WM-Spiele |               |                    |                                 |   |                     |                                 |                                                                |
| Nr.            | Datum         | Gegner             | Ergebnis                        |   | Austragungsort      | Anlass                          | Bemerkungen                                                    |
| 1              | 14. Juli 1930 | Peru               | 3:1 (1:0)                       | * | Montevideo, (URU)   | Vorrunde                        | Erstes gegen Peru, erstes Spiel in Südamerika, 25. Länderspiel |
| 2              | 21. Juli 1930 | Uruguay            | 0:4 (0:4)                       | A | Montevideo, (URU)   | Vorrunde                        | Erstes Spiel gegen Uruguay                                     |
| 3              | 27. Mai 1934  | Tschechoslowakei   | 1:2 (1:0)                       | * | Triest (ITA)        | Achtelfinale                    |                                                                |
| 4              | 5. Juni 1938  | Kuba               | 3:3 (1:1)                       | * | Toulouse (FRA)      | Achtelfinale                    | Erstes Spiel gegen Kuba                                        |
| 5              | 9. Juni 1938  | Kuba               | 1:2 (1:0)                       | * | Toulouse (FRA)      | Achtelfinale-Wiederholungsspiel |                                                                |
| 6              | 2. Juni 1970  | England (TV)       | 0:1 (0:0)                       | * | Guadalajara (MEX)   | Gruppenspiel                    |                                                                |
| 7              | 6. Juni 1970  | Tschechoslowakei   | 2:1 (0:1)                       | * | Guadalajara (MEX)   | Gruppenspiel                    |                                                                |
| 8              | 10. Juni 1970 | Brasilien          | 2:3 (1:2)                       | * | Guadalajara (MEX)   | Gruppenspiel                    | Erstes Spiel gegen Brasilien                                   |
| 9              | 9. Juni 1990  | Sowjetunion        | 2:0 (1:0)                       | * | Bari (ITA)          | Gruppenspiel                    |                                                                |
| 10             | 14. Juni 1990 | Kamerun            | 1:2 (0:0)                       | * | Bari (ITA)          | Gruppenspiel                    | Erstes Spiel gegen Kamerun                                     |
| 11             | 18. Juni 1990 | Argentinien (TV)   | 1:1 (0:0)                       | * | Neapel (ITA)        | Gruppenspiel                    |                                                                |
| 12             | 25. Juni 1990 | Irland             | 4:5 i. E. (0:0, 0:0 n. V.)      | * | Genua (ITA)         | Achtelfinale                    |                                                                |
| 13             | 19. Juni 1994 | Kolumbien          | 3:1 (2:1)                       | * | Los Angeles (USA)   | Gruppenspiel                    | Erstes Spiel gegen Kolumbien                                   |
| 14             | 22. Juni 1994 | Schweiz            | 1:4 (1:1)                       | * | Detroit (USA)       | Gruppenspiel                    |                                                                |
| 15             | 26. Juni 1994 | Vereinigte Staaten | 1:0 (1:0)                       | A | Los Angeles (USA)   | WM 1994-Gruppenspiel            |                                                                |
| 16             | 3. Juli 1994  | Argentinien        | 3:2 (2:1)                       | * | Los Angeles (USA)   | Achtelfinale                    |                                                                |
| 17             | 10. Juli 1994 | Schweden           | 4:5 i. E. (0:0, 1:1, 2:2 n. V.) | * | San Francisco (USA) | Viertelfinale                   |                                                                |
| 18             | 15. Juni 1998 | Kolumbien          | 1:0 (1:0)                       | * | Lyon (FRA)          | Gruppenspiel                    |                                                                |
| 19             | 22. Juni 1998 | England            | 2:1 (0:0)                       | * | Toulouse (FRA)      | Gruppenspiel                    |                                                                |
| 20             | 26. Juni 1998 | Tunesien           | 1:1 (0:1)                       | * | Saint-Denis (FRA)   | Gruppenspiel                    | Erstes Spiel gegen Tunesien                                    |
| 21             | 30. Juni 1998 | Kroatien           | 0:1 (0:1)                       | * | Bordeaux (FRA)      | Achtelfinale                    |                                                                |

### Höchste Siege und Niederlagen
Die rumänische Mannschaft erzielte ihre höchsten Siege gegen folgende Länder bei WM-Turnieren:
- Argentinien: Achtelfinale 1994 3:2 (einziger Sieg gegen Argentinien)
- England: Vorrunde 1998 2:1 (zudem ein 2:1 in einem WM-Qualifikationsspiel und ein 3:2 bei der EM 2004)
- Kolumbien: Vorrunde 1994 3:1
- Peru: Vorrunde 1930 3:1 (zudem ein 2:0 in einem Freundschaftsspiel)
- Sowjetunion: Vorrunde 1990 2:0
- Vereinigte Staaten: Vorrunde 1994 1:0 (zudem ein 2:1 in einem Freundschaftsspiel)

Gegen folgende Länder kassierte die rumänische Mannschaft ihre höchsten Niederlagen bei WM-Turnieren:
- Kamerun: Vorrunde 1990 1:2 (einziges Spiel gegen Kamerun)
- Kroatien: Achtelfinale 1998 0:1 (zudem ein 0:1 in einem Freundschaftsspiel)
- Kuba: Achtelfinale (Wiederholungsspiel) 1938 1:2 (einzige Niederlage einer europäischen Mannschaft gegen Kuba)
- Uruguay: Vorrunde 1930 0:4

### Besonderheiten
- Im ersten WM-Spiel der Rumänen wurde der gegnerische Kapitän, der Peruaner Plácido Galindo als erster Spieler bei einer WM vom Platz gestellt. Das Spiel wird in einigen Quellen als Spiel mit den wenigsten Zuschauern (300) geführt.
- Rumänien war 1938 die erste und ist bis heute einzige europäische Mannschaft, die gegen eine karibische Mannschaft ausschied.
- Rumänien hat von den Mannschaften, die mindestens siebenmal teilnahmen, die wenigsten Gegentore kassiert (32).